# (30038) 2000 DM92
A (30038) 2000 DM92 a Naprendszer kisbolygóövében található aszteroida. A Spacewatch program keretein belül fedezték fel 2000. február 27-én.

## Kapcsolódó szócikk
- Kisbolygók listája (30001–30500)